# Luciano Ratto
Luciano Ratto (Châtillon, 1932 – Druento, 12 febbraio 2023) è stato un alpinista italiano, particolarmente conosciuto per essere stato il primo a conquistare tutti gli 82 4000 delle Alpi.

## Biografia
Luciano Ratto si trasferì a Torino fin dal 1973, e poi definitivamente a Druento. Ingegnere industriale e socio del CAI di Torino dal 1956, è socio onorario della sezione di Châtillon dal 1998. Si è dedicato all'alpinismo, estivo ma soprattutto invernale, aprendo varie vie sulle Alpi occidentali. Nel 1967, con la guida alpina Pierfranco Giraudi, organizzò Afghan 67, una spedizione di alpinisti torinesi nella regione afgana dell'Hindu-Kush (area di Munjan),che portò alla conquista di 11 vette tra i 5000 e i 5500 metri di quota fino ad allora inviolate e di una di 6100 m, il Koh-i-Sharan.
Ha fondato nel 1993 insieme a Franco Bianco il Club 4000 che raccoglie alpinisti che abbiano salito almeno 30 degli 82 4000 delle Alpi.